# Classe Agosta
La classe Agosta è una classe di sottomarini d'attacco a propulsione convenzionale di concezione francese della fine degli anni 70; realizzata dalla DCNS, succede alla classe Daphné e precede la classe Scorpène. Una versione migliorata, denominata Agosta 90B, dotata della propulsione AIP di tipo MESMA (Module d'Energie Sous-Marine Anaérobie), è stata realizzata per l'esportazione negli anni 90.

## Storia
Quattro unità di questa classe sono state costruite per le forze sottomarine della Marine nationale nel quadro della legge di programmazione 1970-1975. Disarmati tra il 1997 e il 2001, essi sono gli ultimi sottomarini a propulsione convenzionale della marina francese.

L'ultimo della serie, l'Ouessant, è stato riarmato nel 2005, dopo dei lavori all'arsenale di Brest, per essere prestato, poi ceduto, alla Marina reale malese. Quest'ultima, che aveva acquistato due sottomarini della classe Scorpène al consorzio DCNS/IZAR, l'ha utilizzato per formare i suoi equipaggi presso la base navale di Brest, con il concorso della società NAVFCO.
La marina spagnola ha costruito, con l'aiuto tecnico francese, quattro Agosto all'inizio degli anni 80 utilizzando dell'elettronica francese e i siluri di produzione francese L5, F17 e E18. Nell'Armada Española sono denominate classe Galerna o classe S-70 e sono sostituite dalla classe S-80.
Il Pakistan ha acquisto, nel 1978, due unità, all'origine destinate al Sudafrica, ma sotto embargo a causa dell'apartheid. In seguito la Marina militare del Pakistan ha ordinato tre Agosta 90B, che sono stati venduti per 825 milioni di euro nel 1994. Sembrerebbe che questo contratto abbia stato oggetto di retrocommissioni ("affaire Karachi"). Il primo della serie è stato costruito da DCNS a Cherbourg; gli altri due sono stati assemblati a Karachi, con l'assistenza tecnica francese. L'ultimo, l'S139, è stato equipaggiato direttamente della propulsione AIP di tipo MESMA (Module d'Energie Sous-Marine Anaérobie); Gli altri l'hanno avuto nel corso di un aggiornamento nel 2004. I due più vecchi Agosta sono armati con i missili Harpoon al posto degli Exocet. La marina pakistana prevedeva si sostituirli con la classe U-214, che aveva avuto la preferenza rispetto alla classe Scorpène, tuttavia il contratto non si è concretizzato e gli Agosta saranno sostituiti dalla classe S20 (type 041 o type 039A o classe Yuan).

## Caratteristiche
Più grandi dei sottomarini della classe Daphné (sous-marins à hautes performances de 800 tonnes), la classe Agosta (sous-marins océaniques) è stata studiata per svolgere delle missioni su lunghe distanze. Le sorgenti di rumore, esterne e interne, sono state ridotte nella misura del possibile. Un miglioramento sostanziale rispetto ai Daphné sono i quattro tubi lancia siluri che sono a ricarica rapida, possono lanciare indifferentemente siluri da 550 o 553 mm di diametro o missili a cambiamento di stato Exocet SM39 o delle mine.

### Agosta 90B (MESMA)
Differenze rispetto a l'Agosta
- lunghezza di 76,24 m (più lungo di 9 m)
- dislocamento portato a 1.730 t in superficie e 1.980 t in immersione
- scafo in acciaio 80 HLES : immersione massima 320 m
- sistema di combattimento : SUBTICS di UDSI (in seguito DCNS), sonar attivo TSM 2253
- capacità di armi : 16
- equipaggio : 36 marinai
- energia-propulsione : 2 gruppi elettrogeni SEMT Pielstick 16 PA 4 da 850 kW e un motore ausiliario MESMA de 200 kW
- l'autonomia in immersione profonda è moltiplicata per 5

## Sottomarini
| Nome                                           | In servizio      | Disarmato        | Note                                                            |
| Marine nationale                               | Marine nationale | Marine nationale | Marine nationale                                                |
| ---------------------------------------------- | ---------------- | ---------------- | --------------------------------------------------------------- |
| Agosta (S620)                                  | 1977             | 1997             | lo scafo è stato utilizzato per dei test di collisione a Tolone |
| Bévéziers (S621)                               | 1977             | 1998             |                                                                 |
| La Praya (S622)                                | 1978             | 2000             |                                                                 |
| Ouessant (S623)                                | 1978             | 2001             | prestato alla marina malese come sottomarino d'addestramento    |
| Armada Española - classe Galerna o classe S-70 |                  |                  |                                                                 |
| Galerna (S71)                                  | 1983             | in servizio      |                                                                 |
| Siroco (S72)                                   | 1983             | 2012             |                                                                 |
| Mistral (S73)                                  | 1985             | 2020             |                                                                 |
| Tramontana (S74)                               | 1986             | 2023             |                                                                 |
| Pak Bahr'ya - classe Hashmat - classe Khalid   |                  |                  |                                                                 |
| Hashmat (S135)                                 | 1979             | in servizio      | costruito all'origine per la marina sudafricana                 |
| Hurmat (S136)                                  | 1980             | in servizio      | costruito all'origine per la marina sudafricana                 |
| Khalid (S137)                                  | 1999             | in servizio      | Agosta 90B                                                      |
| Saad (S138)                                    | 2003             | in servizio      | Agosta 90B                                                      |
| Hamza (S139)                                   | 2008             | in servizio      | Agosta 90B                                                      |
| Tentera Laut Diraja Malaysia                   |                  |                  |                                                                 |
| Ouessant (S623)                                | 2005             | 2009             | venduto alla Malesia nel 2011                                   |